# Академгородок (Новосибірськ)
Акаде́мгородо́к — дослідницький центр в Росії, мікрорайон м. Новосибірська, розташований за 20 км від центру міста на правому березі Новосибірського водосховища. Один з провідних наукових і освітніх центрів Росії, тут знаходиться Президія Сибірського відділення Російської академії наук.

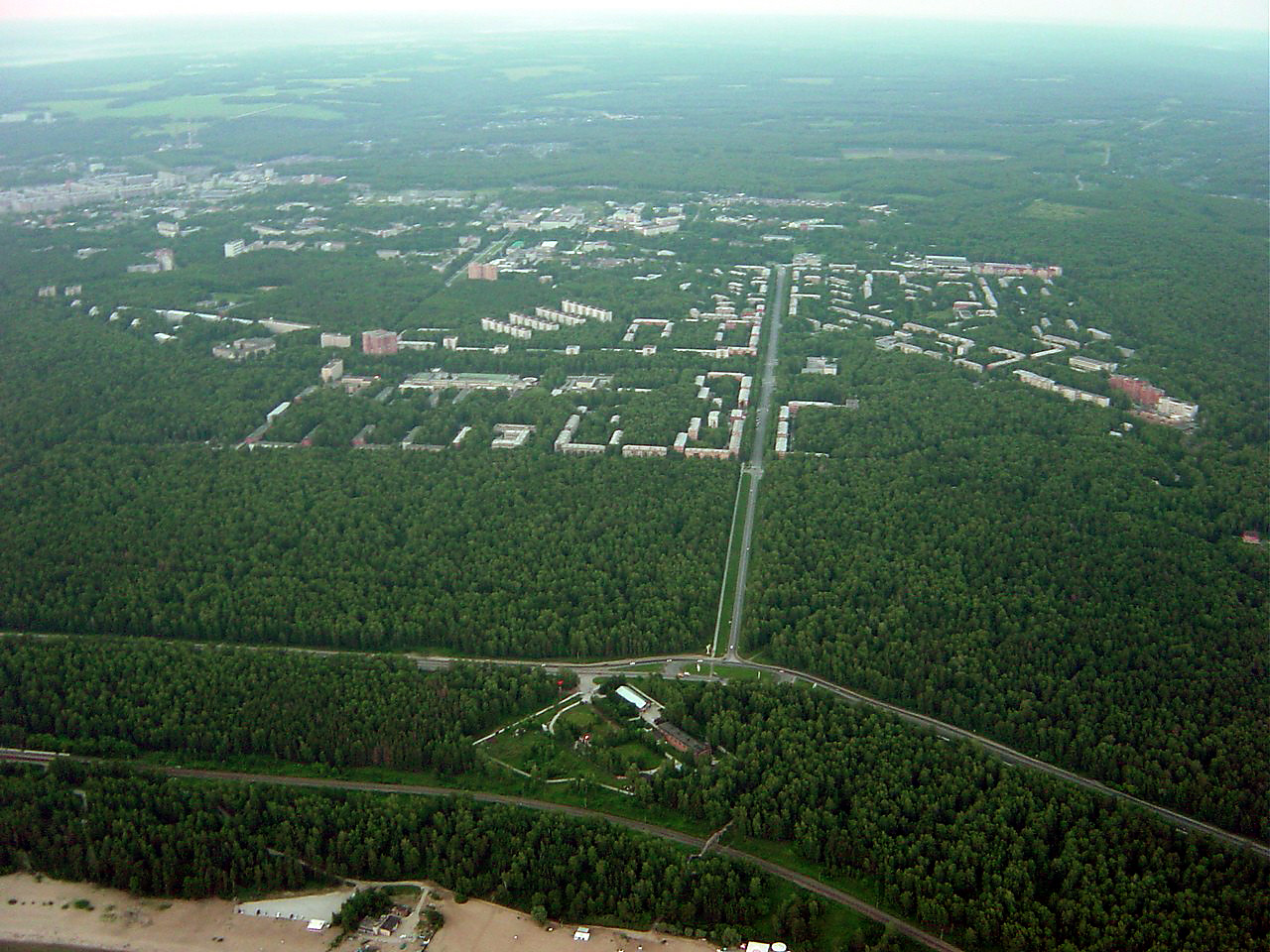
Академгородок з висоти пташиного польоту

Провідними галузями в радянські часи були ядерна фізика, автоматизація і космонавтика.
Рішення про заснування Академгородка було прийняте в 1957 році, а в 1958-му розпочалось його будівництво. Будівлі перших інститутів і житлових будинків були введені в експлуатацію у 1959 році (найпершим був споруджений Інститут гідродинаміки). відтак було зведено ще понад 20 інститутів, житлових комплексів і Новосибірський університет, навчання в якому розпочалось 28 вересня 1959 року.
При будіництві Академгородка великих зусиль докладалось для того, щоб зберегти природу місцевості, в якій він зводився. Завдяки цьому на території Академгородка є значні природні лісові масиви, а також було закладено багато штучних посадок. Це сприяє комфорту проживання мешканців мікрорайону. В радянські часи жити в Академгородку вважалось престижним.
Розпад СРСР призвів до глибокої економічної кризи у Академгородку. Зарплати науковців різко знизились (нерідко вчені заробляли менше від прожиткового мінімуму), тож чимало з них перебрались до закордонних університетів і наукових центрів.
Згодом ситуація дещо покращилась. Приватні інвестиції (здебільшого закордонні) дозволили заснувати в Академгородку дослідницькі компанії і фірми з виробництва програмного забезпечення. Зокрема, з'явились представництва компаній Intel i Schlumberger, а також була відкрита компанія Новософт. 
У серпні 2006 року було вирішено збудувати в Академгородку технопарк вартістю в десятки мільярдів рублів.
У грудні 2014 року Новосибірський Академгородок включено до реєстру об'єктів культурної спадщини регіонального значення Росії.